# ビュット・ショーモン駅
ビュット・ショーモン駅 (ビュット・ショーモンえき、仏：Buttes Chaumont)は、フランス・パリの19区にあるメトロ7bis線 (地下鉄) の駅。

## 概要
ビュット・ショーモン駅は、パリの地下鉄メトロ7bis線の駅。パリ北東部にある19区の南部に位置しており、ビュット・ショーモン公園の南側にある。
1912年2月13日、7号線の駅として開業したが、1967年12月3日、7bis線の誕生に伴い、7bis線の駅に変更された。

## 駅周辺
- ビュット・ショーモン公園 (Parc des Buttes Chaumont)

## 隣の駅
パリメトロ
■7bis線
ボリヴァル駅 （Bolivar） - ビュット・ショーモン駅 - ボザリ駅 （Botzaris）